# César Flores Jiménez
César Flores Jiménez (Piura, 23 de enero de 1983) es un futbolista peruano. Juega de centro atacante y su actual equipo es Atlético Torino que participa en la Copa Perú. Tiene 42 años.

## Clubes
| Club                      | País | Año       |
| ------------------------- | ---- | --------- |
| Los Halcones              | Perú | 1999-2000 |
| Atlético Grau             | Perú | 2001-2002 |
| Alianza Vallejiana        | Perú | 2003-2004 |
| Olimpia FC                | Perú | 2005-2006 |
| Juan Aurich               | Perú | 2006      |
| Atlético Torino           | Perú | 2007      |
| Juan Aurich               | Perú | 2007      |
| Atlético Torino           | Perú | 2008      |
| Atlético Grau             | Perú | 2009      |
| Defensor San José         | Perú | 2009-2010 |
| Real Garcilaso            | Perú | 2010      |
| Defensor La Bocana        | Perú | 2011      |
| Los Caimanes              | Perú | 2011      |
| José Olaya                | Perú | 2011      |
| Carlos A. Mannucci        | Perú | 2012      |
| Rosario Central de Letirá | Perú | 2012      |
| Sporting Pizarro          | Perú | 2012      |
| Atlético Torino           | Perú | 2013      |
| Atlético Torino           | Perú | 2022 -    |